# Декларация художника
Декларация художника (англ. Artist's statement), представление художника или авторское заявление — письменное описание художником себя, своего творчества или своей работы. Краткий текст даёт понимание и представление о художественном контексте и основах работы. Декларация художника носит дидактический, описательный или рефлексивный характер.

## Описание
Декларация художника призвана объяснить, оправдать, расширить и/или контекстуализировать его работу. Автор помещает или пытается поместить работу в связь с историей и теорией искусства, миром искусства и временем. Кроме того, декларация показывает, что художник осознаёт свои намерения, осознаёт свою практику и её положение в параметрах искусства и окружающем её дискурсе. Таким образом, декларация не только описывает работу, но и указывает на уровень понимания художником своей области. Декларация художника служит «жизненно важным звеном коммуникации между вами [художником] и остальным миром». Большинство людей сначала сталкиваются с произведением искусства через репродукцию, и есть много элементов, которые отсутствуют в репродукции. Вот почему крайне важно, чтобы художник знал, как правильно передать суть своей работу собственными словами. То, что художник пишет в своей декларации, может быть включено в настенный текст, раздаточный материал на выставке или абзац в пресс-релизе. Оценки будут выноситься на основе как характера произведения, так и слов, которые его сопровождают.
Художники часто пишут короткую (50–100 слов) и/или длинную (500–1000 слов) версию одной и той же декларации, и они могут поддерживать и пересматривать эти заявления на протяжении всей своей карьеры. Они могут быть отредактированы в соответствии с требованиями конкретных финансирующих организаций, галерей или вызовов в рамках процесса подачи заявки.

## История
Написание декларации художника — сравнительно недавнее явление, возникшее в 1990-х годах. В некоторых отношениях эта практика напоминает манифест и может частично происходить из него. Однако декларация художника обычно говорит от имени отдельного человека, а не коллектива, и не особо связана с полемикой. Скорее современному художнику может потребоваться написать декларацию, чтобы участвовать в тендерах на получение заказов или подавать заявки на школы, резиденции, работу, награды и другие формы институциональной поддержки, в качестве обоснования своей подачи.
В исследовании 2008 года, проведённом среди североамериканских художественных школ и университетских программ по искусству, Гарретт-Петтс и Нэш обнаружили, что почти 90% из них преподают написание деклараций художников как часть учебной программы. Исследователи также добавили:
Подобно предисловиям, прологам и вступлениям к литературным произведениям, декларация художника выполняет важную, хотя и сложную риторическую роль: будучи включённым в предложение выставки и отправленным куратору, такое заявление обычно содержит описание работы, некоторые указания на исторический и теоретический контекст работы, некоторую справочную информацию о художнике и его намерениях, технические характеристики, и, в то же время, оно направлено на то, чтобы убедить читателя в ценности произведения искусства. Когда это заявление вывешивается на стену галереи, оно (или «дидактическое») становится приглашением, объяснением и, часто косвенно, элементом самой инсталляции.

## В качестве предмета
По крайней мере, дважды декларации художников становились предметом галерейных выставок. Первую выставку деклараций, «Искусство декларации художника» (англ. The Art of the Artist's Statement), курировали Джорджия Котретсос и Мария Пашалиду в Национальном греческом музее, Чикаго, весной 2005 года. На выставке были представлены работы 14 художников, приглашённых для создания произведений искусства, предлагающих визуальный комментарий к теме деклараций художников. Вторая выставка, «Близости: декларации художников и их работы» (англ. Proximities: Artists' Statements and Their Works), была проведена осенью 2005 года в Художественной галерее Камлупса, Британская Колумбия. Совместно курируемая У. Ф. Гарреттом-Петтсом и Рэйчел Нэш выставка попросила девять участвующих в ней художников ответить на тему деклараций художников, взяв одну или несколько собственных деклараций и поработать с текстом(ами) таким образом, чтобы документировать, представлять и аннотировать оригинальную работу, создавая в процессе новую работу. В 2013 году издательство Workshop Press опубликовало сборник из 123 деклараций британского художника Тома Пэйлина. Высказывания охватывали период в 21 год и сопровождались предисловием Майкла Белшоу.
Декларации художников стали предметом исследования профессионального языка современного мира искусства, проведённого социологом Аликс Рул и художником Дэвидом Левином. Представленные в их статье 2012 года International Art English, опубликованной в американском журнале по искусству Triple Canopy, Левин и Рул собрали и проанализировали тысячи пресс-релизов галерей, опубликованных e-flux с 1999 года, в попытке препарировать и понять своеобразный язык профессионального мира искусства. С тех пор эта работа стала одним из наиболее распространённых онлайн-произведений культурной критики.